# Италијанска оклопњача Афондаторе
Афондаторе (итал. Affondatore, потапатељ) је била италијанска оклопњача. Поринута је у луци Милвал у Лондону 1865. г. Није припадала ниједној класи.

## Подаци
Тело брода је било карактеристично: на прамцу је имао 2.50 м дуги кљун чији је задатак било пробијање других бродова. Моторни апарат имао је 8 котлова и један алтернативни мотор.
Заштита брода била је висока 2,20 м над водом и дубока 1,20 м испод воде са максималном дебљином од 127 mm, направљена од гвожђа. Такође били су заштићени мост и наоружање.

## Историја
Године 1866. британски су је произвођачи предали Италији. Исте године учествује у вишкој бици против Аустријанаца као адмиралски брод Персана. Тамо неуспешно покушава пробити непријатељски брод Кајзер.
Између 1867. и 1873. на брод се преуређује где се јарболи замењују једним крај димњака, гради командни мост и додавањем 6 батерија и 4 торпедне цеви.
Брод је отписан 1907. године.